# Försterei Heidhof
Die Försterei Heidhof betreut ein Forstgebiet von etwa 1700 Hektar zwischen den Ortschaften Eggestedt und Hülseberg im Landkreis Osterholz in Niedersachsen. Das Revier gehört zum Bezirk des Forstamtes Harsefeld.

## Revier
Zum Gebiet, das von der Försterei Heidhof betreut wird, gehört unter anderem der Forst Düngel, die Heidhofer Teiche, das Wald- und Erholungsgebiet Schmidt´s Kiefern sowie der Friedwald Bremer Schweiz. Der Sitz der Försterei ist am Eichenweg in der Ortschaft Brundorf.

## Geschichte
Die Geschichte des Heidhofs begann mitten im „alten Wald“. Die unterschiedlichen Nadel- und Laubbäume in diesem Areal gehören zur ersten Waldgeneration des Heidhofes. Bis 1881 gab es hier keinen Forst, sondern nur weitläufige Heideflächen. Der Heidhof war ursprünglich nur ein Hof in der Heide, der von dem Bremer Kaufmann Tiedemann errichtet worden war, um hier eine Schafzucht zu begründen. 1854 ließ er ein Bauernhaus mit Scheune errichten und erwarb weitere Flächen. Beim Verkauf an Ludwig Knoop 1877 war der Heidhof bereits über 500 Morgen groß. Knoop veranlasste ab 1880, als der Heidhof zum Forstgut wurde, die Aufforstung seiner Ländereien in der Gemarkung Brundorf. 1881 begann der nun angestellte Förster Carl Richter die Heideflächen nach und nach zu bepflanzen. Von 1928 bis 1930 war der Bremer Wollkaufmann Georg Carl Lahusen Eigentümer des Forstgutes und der dortigen Schafszucht. Durch seinen Konkurs geriet das Gebiet in staatliche Obhut und ist heute Eigentum des Landes Niedersachsen, das die Försterei am Heidhof einrichtete und mitten im „alten Wald“ das alte Forsthaus erbaute, das 1962 abbrannte. Nach mehreren großen Waldbränden wurde 1973 ein 30 m hoher Feuerwachturm errichtet.